# Cuon alpinus europaeus
El dhole europeo (Cuon alpinus europaeus) era una paleosubespecie del dhole , que se distribuyó por gran parte de Europa occidental y central durante el Pleistoceno medio y tardío. Al igual que las poblaciones asiáticas modernas, era una forma más progresiva que otros miembros prehistóricos del género Cuon, habiendo transformado su molar inferior en una sola cúspide. Era prácticamente indistinguible de su homólogo moderno, salvo por su mayor tamaño, que se acercaba mucho al del lobo gris.

## Lineaje
Cuon alpinus priscus Thenius 1954 fue el primer miembro del género Cuon identificado en Europa durante el Pleistoceno medio. A este le siguió Cuon alpinus fosilis Nehring 1890, luego Cuon alpinus europaeus Bourguignat 1868 durante el Pleistoceno medio y tardío . Se cree que el descenso es C. a. prisco→C. a. fosilis→C. a. europaeus . En comparación, Cuon alpinus antiquus Colbert & Hooijer 1953 estuvo activo en el Pleistoceno medio de China, y Cuon alpinus caucasicus Baryshnikov 1996 estuvo activo en el Pleistoceno tardío del Cáucaso . 
El dhole europeo se extinguió en gran parte de Europa a finales del período Würm ,  aunque pudo haber sobrevivido en la península ibérica hasta principios del Holoceno . 

## Competición
Hace entre 650.000 y 450.000 años en Europa, las tierras abiertas estaban dominadas por Lycaon lycaonoides , mientras que Cuon alpinus priscus prefería los bosques, las tierras altas y las montañas. El pequeño lobo primitivo Canis mosbachensis coexistió en todos estos entornos. Hace entre 480.000 y 430.000 años, el número y la distribución de L. lycaonoides comenzaron a disminuir y se extinguió en toda Eurasia hace entre 450.000 y 400.000 años. Hace entre 400 y 300 mil años, el dhole y el lobo todavía eran similares en tamaño, pero el lobo poco a poco iba creciendo. Hace entre 300 y 250 mil años, el lobo se apoderó del nicho dominante que alguna vez había estado ocupado por L. lycaonoides . Debido a la competencia con el lobo, C. alpinus disminuyó su tamaño corporal y se adaptó a la caza y a vivir en bosques, tierras altas y montañas. 